# Synoditella
Synoditella är ett släkte av steklar. Synoditella ingår i familjen Scelionidae.
Kladogram enligt Catalogue of Life:
| Synoditella | \| \| Synoditella bisulca \| \| \| \| \| \| Synoditella bisulcata \| \| \| \| |
|             | \| \| Synoditella bisulca \| \| \| \| \| \| Synoditella bisulcata \| \| \| \| |
|             | Synoditella bisulca                                                           |
|             |                                                                               |
|             | Synoditella bisulcata                                                         |
|             |                                                                               |